# Мар'євська сільська рада (Октябрський район)
Ма́р'євська сільська рада (рос. Марьевский сельский совет) — сільське поселення у складі Октябрського району Оренбурзької області Росії.
Адміністративний центр — село Мар'євка.

## Населення
Населення — 1247 осіб (2019; 1422 в 2010, 1330 у 2002).

## Склад
До складу сільської ради входять:
| Населений пункт | Населення, осіб (2002) | Населення, осіб (2010) |
| --------------- | ---------------------- | ---------------------- |
| Біккулово, село | 317                    | 340                    |
| Каменка, село   | 344                    | 406                    |
| Мар'євка, село  | 669                    | 676                    |